# Гелер, Кристина София фон
Кристина София фон Гелер (дат. Christine Sophie von Gähler, 1745 — 18 июля 1792) — датская дворянка и придворная дама.

## Биография
Кристина София родилась в 1745 г. Она была дочерью полковника Хенрика фон Алефельдта и Фредерикки Марсилии Краг. В 1762 г. она вышла замуж за офицера Петера Элиаса фон Гелера. Единственным его титулом было звание генерала, поэтому Кристину Софию называли генеральшей. С 1767 г. её муж сделал успешную карьеру придворного чиновника, и Кристина София смогла принять активное участие в жизни королевского двора.
Она начала играть заметную роль при дворе Кристиана VII, привлекая к себе внимание своей красотой, задором, остроумием и весёлым нравом. Вместе с Анной Бюлов и Амалией Гольштейн она осталась известной в истории как одна из трёх граций датского королевского двора. Кристина София пользовалась уважением королевской четы, была партнёром во время карточных игр короля с его фаворитами Эневольдом Брандтом и Кристианом Гольштейном, сопровождала королеву Каролину Матильду во время прогулок вместе с фрейлинами в сопровождении своих воздыхателей, тогда как мужья оставались дома, на балах-маскарадах, неофициальных обедах. В те времена нравы при датском дворе были такими, что не считалось чем-то зазорным кроме супругов открыто иметь и любовников. Кристина София не была исключением: среди её любовников называли Клода Луи де Сен-Жермена, поскольку она нуждалась в средствах, а Луиза Грамм утверждала, что тёплые отношения между Кристиной Софией и фаворитом королевы Иоганном Струэнзе даже заставляли королеву ревновать. Тем не менее, она была одной из подруг королевы, в 1770 г. сопровождала её во время поездки по стране. Её наградили орденом Совершенного согласия и орденом Матильды.
В январе 1772 г. был низложен и арестован Струэнзе, а вместе с ним закатилась звезда Каролины Матильды и её подруг. Кристина София и её супруг как особы, близкие к королеве и подозреваемые в соучастии в её измене королю, оказании услуг Брандту и Струэнзе и хранении тайных бумаг, были арестованы и помещены в тюрьму, их дом был обыскан. Однако ничего компрометирующего у фон Гелеров не нашли, и Кристина София была освобождена в мае того же года и освобождена от всех подозрений. Её супруга лишили всех должностей и званий, им запретили жить в любом из их владений, и потому фон Гелеры покинули Данию и обосновались в Итцехо в Шлезвиг-Гольштейне. Один из поклонников Кристины Софии, генерал Классен, ежегодно выплачивал им денежные суммы.
Кристина София овдовела в 1783 г., от Петера фон Гелера у неё был сын. В 1792 г. она повторно вышла замуж за графа Карла Александра фон дер Гольц, но в брачную ночь умерла.